# Експортерська декларація
Експортерська декларація — це документ, який подається митним органам країни для сповіщення про вивезення товарів за межі країни.

## Історія
Історія виникнення експортерських декларацій пов'язана з розвитком міжнародної торгівлі та необхідністю контролю за митним оформленням товарів. Перші форми декларацій з'явилися ще в античні часи, коли держави прагнули регулювати торгівлю та збирати податки з товарів, що перетинають кордони.
У середньовіччі, коли торгівля почала розвиватися більш активно, з'явилися перші писемні форми документів, що підтверджували факт експорту. З розвитком держав та їх економічної політики експортерські декларації стали важливим інструментом митного контролю та регулювання торгівлі.
З початком індустріальної революції в XVIII—XIX століттях і зростанням обсягів міжнародної торгівлі, зростала і потреба в стандартизованих та ефективних системах митного контролю. Експортерська декларація стала невід'ємною частиною цього процесу, дозволяючи державам ефективно контролювати рух товарів через кордони та забезпечувати виконання торгових угод.
У сучасному світі зростання глобалізації та інтеграція світових ринків зробили експортерську декларацію ще більш важливим елементом митної логістики. Сьогодні вона використовується в усіх країнах світу та є обов'язковою для оформлення міжнародних торговельних операцій.

## Етимологія
Термін «експортерська декларація» походить від латинського слова «exportare», що означає «вивозити». Слово «декларація» походить від латинського «declaratio», що означає «оголошення» або «заява». Отже, експортерська декларація буквально означає «заява про вивезення».

## Автори
Розробка та стандартизація експортерських декларацій відбувалися під керівництвом різних міжнародних організацій, таких як Всесвітня митна організація (WCO) та Міжнародна торгівельна палата (ICC). Ці організації працювали над створенням уніфікованих стандартів та правил для забезпечення ефективності митного контролю та сприяння міжнародній торгівлі.
Важливим внеском у розвиток експортерських декларацій стала Конвенція про спрощення та гармонізацію митних процедур, прийнята Всесвітньою митною організацією у 1973 році. Ця конвенція, відома також як Кіотська конвенція, стала основою для розробки сучасних стандартів митного оформлення, включаючи експортерські декларації.

## Сутність
Експортерська декларація є офіційним документом, який подається митним органам країни експортера для інформування про товари, що вивозяться за межі країни. Вона містить важливу інформацію про вантаж, включаючи опис товарів, їх кількість, вартість, країну походження та країну призначення. Декларація також може містити інформацію про транспортні засоби та маршрути доставки.
Основні функції експортерської декларації:
- Контроль за дотриманням митних правил та законодавства.
- Забезпечення правильного нарахування митних зборів та податків.
- Збір статистичних даних про зовнішню торгівлю.
- Запобігання незаконному вивезенню товарів.

Процедура подання експортерської декларації зазвичай включає кілька етапів:
1. Підготовка документа: заповнення всіх необхідних полів та надання необхідної інформації.
2. Подання декларації до митних органів: це може бути зроблено електронно або на папері.
3. Перевірка та обробка: митні органи перевіряють інформацію в декларації та можуть вимагати додаткові документи або інформацію.
4. Видача дозволу на експорт: після успішної перевірки митні органи видають дозвіл на вивезення товарів.

## Сучасне використання/розуміння
У сучасному світі експортерська декларація є невід'ємною частиною міжнародної торгівлі та митної логістики. Вона використовується в усіх країнах для забезпечення контролю за вивезенням товарів та дотриманням митних правил.
З розвитком технологій більшість країн перейшли на електронну форму подання експортерських декларацій. Це дозволяє значно спростити та прискорити процес митного оформлення, знизити витрати та підвищити ефективність роботи митних органів.
Електронні системи подання декларацій також забезпечують кращу прозорість та відстеження товаропотоків, що сприяє боротьбі з контрабандою та іншими незаконними операціями.
Сучасні тенденції в митній логістиці включають автоматизацію процесів, використання блокчейн-технологій для забезпечення прозорості та безпеки даних, а також впровадження єдиних стандартів для всіх учасників міжнародної торгівлі.